# Арутюнян, Вадим Арсенович
Вадим Арсенович Арутюнян (арм. Վադիմ Հարությունյան; род. 8 сентября 2005) — российский и армянский футболист, полузащитник московского «Локомотива». Выступает на правах аренды в дзержинском «Арсенале»

## Карьера

### «Арсенал» Дзержинск
Воспитанник футбольной академии московского «Локомотива». Вместе с московским клубом футболист в 2023 году стал победителем Молодёжной футбольной лиги. В марте 2024 года футболист перешёл в белорусский «Арсенал», подписав полноценный контракт с опцией обратного выкупа. Дебютировал за клуб футболист 17 марта 2024 года в матче против жодинского «Торпедо-БелАЗ», выйдя на поле в стартовом составе. Дебютным забитым голом за клуб футболист отличился 11 августа 2024 года в матче против могилёвского «Днепра». По итогу сезона футболист вместе с клубом завершил чемпионат на итоговом десятом месте. На протяжении сезона футболист выступал за белорусский клуб в роли одного из ключевых игроков, отличившись 2 забитыми голами и 6 результативными передачами в рамках Высшей лиги.

### «Локомотив» Москва

#### Аренда в «Арсенал» Дзержинск
В январе 2025 года московский «Локомотив» выкупил футболиста, с которым подписал контракт до июня 2026 года и отправил назад в дзержинский «Арсенал» на правах арендного соглашения для получения игровой практики. Новый сезон футболист начал 16 марта 2025 года с матча против брестского «Динамо», выйдя на поле в стартовом составе. Первым забитым голом за клуб в сезоне футболист отличился 1 июня 2025 года в матче против «Молодечно-2018».

## Международная карьера
В сентябре 2023 года футболист получил вызов в юношескую сборную Армении до 19 лет, за которую дебютировал в товарищеских матчах против сборной Кипра.